# Hugo Mandeltort
Hugo Mandeltort, ab 1904 Hugo Manhardt (* 16. Mai 1872 in Neusohl; † 26. Jänner 1933 in Wien) war ein österreichischer Baumeister und Architekt.

## Leben
Hugo Mandeltort war jüdischer Herkunft und der Sohn eines Bauunternehmers. Es fehlen sämtliche Informationen über seine Ausbildung. Im Alter von 25 Jahren ist sein erstes Haus in Wien nachgewiesen, weshalb es als unwahrscheinlich gilt, dass er eine akademische Ausbildung absolviert hat. Von 1897 bis 1900 arbeitete er mit Franz Rohleder zusammen, ab dann war er allein tätig. 1903 trat er aus der Israelitischen Kultusgemeinde aus und wurde 1904 evangelisch, gleichzeitig nahm er den Namen Manhardt an. Bis zum Ersten Weltkrieg war er erfolgreich als Bauunternehmer tätig, danach sind keine Bauten mehr von ihm nachgewiesen. 1922 gründete er zusammen mit seinem Sohn eine Baugesellschaft, die auf Eisenbetonbau spezialisiert war.

## Bedeutung
Hugo Mandeltorts Bauten entstanden zunächst in einem späthistoristischen, neobarocken Stil. Nach dem Ende der Zusammenarbeit mit Franz Rohleder orientierte sich Mandeltort mehr an secessionistischen Dekors und baute in einem Mischstil aus barocken und secessionistischen Schmuckelementen. Er verwendete auch die Bauform des Straßenhofes.

## Werke
| Foto  |                 | Baujahr                                                   | Name                      | Standort                                                        | Beschreibung | Metadaten                                                                           |
| ----- | --------------- | --------------------------------------------------------- | ------------------------- | --------------------------------------------------------------- | --- | ----------------------------------------------------------------------------------- |
| BW    | Datei hochladen | 1897                                                      | Wohn- u.Geschäftshaus     | Wien 17, Hernalser Hauptstraße 67 Standort                      | | P84(Architekt):Hugo Mandeltort, Franz Xaver Rohleder P131(Ort):Wien Region-ISO:AT-9 |
| BW    | Datei hochladen | 1897                                                      | Wohn- u.Geschäftshaus     | Wien 17, Hernalser Hauptstraße 78 Standort                      | Anmerkung: mit Franz Rohleder | P84(Architekt):Hugo Mandeltort, Franz Xaver Rohleder P131(Ort):Wien Region-ISO:AT-9 |
| BW    | Datei hochladen | 1898                                                      | Wohn- u.Geschäftshaus     | Wien 6, Liniengasse 18 und 20 Standort                          | Anmerkung: mit Franz Rohleder | P84(Architekt): P131(Ort):                                                          |
| ja    | Datei hochladen | 1898                                                      | Miethaus „Weinhauser Hof“ | Wien 18, Währinger Straße 168 Standort                          | Anmerkung: mit Franz Rohleder | P84(Architekt):Hugo Mandeltort, Franz Xaver Rohleder P131(Ort):Wien Region-ISO:AT-9 |
| ja    | Datei hochladen | um 1898                                                   | Miethaus                  | Wien 20, Wasnergasse 21 Standort                                | Anmerkung: mit Franz Rohleder | P84(Architekt):Hugo Mandeltort, Franz Xaver Rohleder P131(Ort):Wien Region-ISO:AT-9 |
| BW    | Datei hochladen | 1900                                                      | Miethaus                  | Wien 15, Ortnergasse 9 Standort                                 | Anmerkung: mit Franz Rohleder | P84(Architekt):Hugo Mandeltort, Franz Xaver Rohleder P131(Ort):Wien Region-ISO:AT-9 |
| ja    | Datei hochladen | 1901–1902                                                 | Miethaus                  | Wien 5, Wiedner Hauptstraße 90–92 Standort                      | | P84(Architekt):Hugo Mandeltort P131(Ort):Wien Region-ISO:AT-9                       |
| BW    | Datei hochladen | 1902–1903                                                 | Miethaus                  | Wien 19, Gymnasiumstraße 60 Standort                            | | P84(Architekt):Hugo Mandeltort P131(Ort):Wien Region-ISO:AT-9                       |
|       | Datei hochladen | 1903                                                      | Miethaus                  | Wien 4, Kolschitzkygasse                                        | Anmerkung: Nr. unbekannt | P84(Architekt): P131(Ort):                                                          |
| ja BW | Datei hochladen | 1908                                                      | Miethaus                  | Wien 9, Porzellangasse 9 Standort                               | | P84(Architekt):Hugo Mandeltort P131(Ort):Wien Region-ISO:AT-9                       |
| BW    | Datei hochladen | 1909                                                      | Miethaus                  | Wien 6, Brückengasse 2a und 4 / Mollardgasse 36 und 38 Standort | | P84(Architekt):Hugo Mandeltort P131(Ort):Wien Region-ISO:AT-9                       |
| ja    | Datei hochladen | 1910                                                      | Miethaus                  | Wien 6, Kurzgasse 3 / Spalowskygasse 4 Standort                 | | P84(Architekt):Hugo Mandeltort P131(Ort):Wien Region-ISO:AT-9                       |
| BW    | Datei hochladen | 1912                                                      | Wohn- u.Geschäftshaus     | Wien 1, Tuchlauben 13 Standort                                  | Anmerkung: Fassade nach Kriegsschäden in reduzierter Form wiederhergestellt | P84(Architekt): P131(Ort):                                                          |
| ja    | Datei hochladen | 1912–1913                                                 | Miethaus                  | Wien 9, Porzellangasse 39–43 Standort                           | Das Wohn- und Geschäftshaus Porzellangasse 39–43 wurde 1912/13 von Manhardt errichtet. Er wählte „die Form des Straßenhofes, bei dem zwischen symmetrischen Seitentrakten ein von der Straßenflucht zurückweichender Bauteil steht. Dadurch bildet sich ein sackgassenförmiger Hof, dessen historisches Vorbild die Palastfront mit Ehrenhof ist. Ein weiterer Vorteil waren längere Fensterfronten an der von den Mietern bevorzugten Straßenseite. Die Entrées sind mit Marmor verkleidet, die Stiegenhäuser besitzen farbige Glasfenster.“ (Alfred Wolf: „9 Wege im 9.“) | P84(Architekt):Hugo Mandeltort P131(Ort):Wien Region-ISO:AT-9                       |
|       | Datei hochladen | 1907 (Auswechslungsplan laut MA37) 1909 (Fertigstellung?) | Miethaus                  | Wien 6, Mollardgasse 36                                         | Das Wohnhaus Mollardgasse 36 auch "der Barbarahof" genannt wurde um 1907 von Manhardt errichtet. Späthistoristisches Zinshaus mit rhythmischer Gliederung und zum Teil secessionistischem Dekor mit Schmiedeeisengittertor in vegetabilen Formen. | P84(Architekt): P131(Ort):                                                          |